# Paragomphus sinaiticus
Paragomphus sinaiticus är en trollsländeart som först beskrevs av Morton 1929.  Paragomphus sinaiticus ingår i släktet Paragomphus och familjen flodtrollsländor. IUCN kategoriserar arten globalt som sårbar. Inga underarter finns listade i Catalogue of Life.

## Bildgalleri

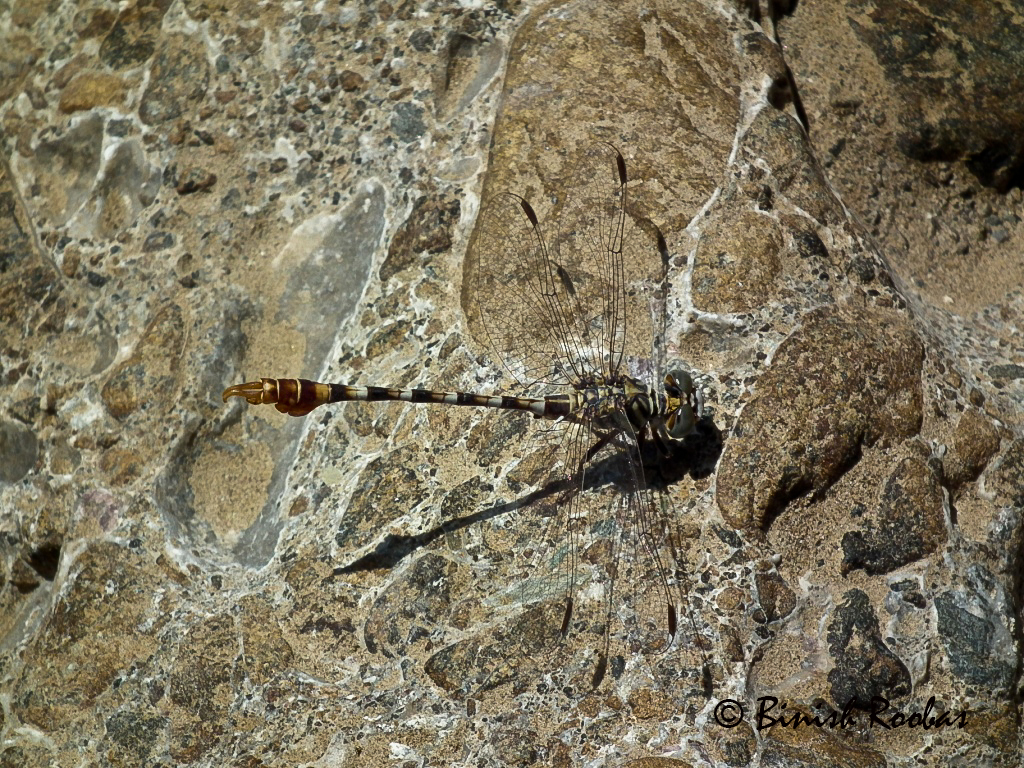